# Episodi di The Good Place (prima stagione)
La prima stagione della serie televisiva The Good Place è stata trasmessa in prima visione negli Stati Uniti d'America dal canale NBC dal 19 settembre 2016 al 19 gennaio 2017.
In Italia, la stagione è stata pubblicata sul sito web a pagamento Infinity TV il 26 aprile 2017 e su Netflix. In televisione, va in onda dal 15 settembre 2017 sul canale a pagamento Joi.
In chiaro è andata in onda su Italia 1 dal 21 luglio 2018.
| nº | Titolo originale               | Titolo italiano            | Prima TV USA      | Pubblicazione Italia |
| -- | ------------------------------ | -------------------------- | ----------------- | -------------------- |
| 1  | Everything Is Fine             | Va tutto bene              | 19 settembre 2016 | 26 aprile 2017       |
| 2  | Flying                         | Volare                     | 19 settembre 2016 | 26 aprile 2017       |
| 3  | Tahani Al-Jamil                | Tahani Al-Jamil            | 22 settembre 2016 | 26 aprile 2017       |
| 4  | Jason Mendoza                  | Jason Mendoza              | 29 settembre 2016 | 26 aprile 2017       |
| 5  | Category 55 Doomsday Crisis    | Chi chiude la voragine?    | 6 ottobre 2016    | 26 aprile 2017       |
| 6  | What We Owe to Each Other      | Doveri reciproci           | 13 ottobre 2016   | 26 aprile 2017       |
| 7  | The Eternal Shriek             | Il grido eterno            | 20 ottobre 2016   | 26 aprile 2017       |
| 8  | Most Improved Player           | La vera Eleanor            | 27 ottobre 2016   | 26 aprile 2017       |
| 9  | ...Someone Like Me as a Member | Qualcuno come me nel club  | 3 novembre 2016   | 26 aprile 2017       |
| 10 | Chidi's Choice                 | La scelta di Chidi         | 5 gennaio 2017    | 26 aprile 2017       |
| 11 | What's My Motivation           | Qual è la mia motivazione? | 12 gennaio 2017   | 26 aprile 2017       |
| 12 | Mindy St. Claire               | Mindy St. Claire           | 19 gennaio 2017   | 26 aprile 2017       |
| 13 | Michael's Gambit               | L'azzardo di Michael       | 19 gennaio 2017   | 26 aprile 2017       |

## Va tutto bene
- Titolo originale: Everything Is Fine
- Diretto da: Drew Goddard
- Scritto da: Michael Schur

### Trama
Una donna di nome Eleanor Shellshrop si risveglia nell'aldilà, in un luogo chiamato "la parte buona", dove incontra il responsabile del luogo Michael. Eleanor scopre di essere stata ammessa nella parte buona grazie alle tante buone azioni fatte in vita, aiutando ad esempio molti innocenti a sfuggire alla condanna a morte. Eleanor incontra anche la sua anima gemella, Chidi, un professore di etica originario del Senegal, a cui decide di confidare di non essere la Eleanor Shellshrop che tutti pensano. In vita era infatti una truffatrice che vendeva finti farmaci agli anziani, si ubriacava continuamente e pensava solo a sé stessa. Chidi ed Eleanor vengono invitati a casa dei loro vicini Jianyu, un monaco buddista che ha fatto un voto di silenzio, e Tahani, di cui Eleanor è invidiosa. Il giorno dopo Eleanor si sveglia e scopre che tutti i suoi pensieri cattivi si sono materializzati, tra cui una coccinella gigante, dei gamberetti volanti ed enormi bottigliette di farmaci fraudolenti, e stanno terrorizzando il quartiere. Chidi dà la colpa ad Eleanor, e minaccia di informare Michael sull'errore commesso.
- Ascolti USA: telespettatori 8.040.000[4]

## Volare
- Titolo originale: Flying
- Diretto da: Michael McDonald
- Scritto da: Alan Yang

### Trama
Il giorno dopo il caos creato da Eleanor, tutti si domandano cosa possa essere successo; Michael incolpa sé stesso, e con l'aiuto di Tahani organizza una giornata di pulizia del quartiere, che tuttavia cade in concomitanza con la prima lezione di volo. Eleanor, che nel frattempo ha chiesto a Chidi di aiutarla a diventare una brava persona, vorrebbe imparare a volare, ma Chidi la persuade a offrirsi volontaria per pulire il quartiere e dimostrare il suo altruismo. Verso la fine della giornata Eleanor decide di nascondere tutta l'immondizia per sbrigarsi e andare a volare; il suo gesto tuttavia scatena una tempesta di immondizia. Durante la notte Eleanor decide di rimediare ai suoi errori e ripulisce da sola tutto il quartiere. Tornata a casa, Eleanor riceve una lettera anonima da qualcuno a conoscenza del suo segreto. Dei flashback mostrano come Eleanor si rifiuti ripetutamente di restare sobria durante le uscite con gli amici, ubriacandosi ed evitando in questo modo di dover guidare.
- Ascolti USA: telespettatori 8.040.000[4]

## Tahani Al-Jamil
- Titolo originale: Tahani Al-Jamil
- Diretto da: Beth McCarthy-Miller
- Scritto da: Aisha Muharrar

### Trama
Eleanor sospetta che sia stata Tahani a scrivere la lettera anonima, ma dopo aver passato un'intera giornata con lei capisce che in realtà è davvero buona e la consola poiché è triste a causa del voto di silenzio di Jianyu, la sua anima gemella. Michael cerca di trovare un hobby adatto a Chidi, ma quest'ultimo vuole solo scrivere il suo libro sull'etica. Michael, allora, rivela a Chidi che il libro è scritto malissimo, così Chidi gli propone di fargli da consulente e aiutarlo con il libro. Infine Michael propone a Eleanor di aiutarlo a investigare sui misteriosi problemi che affliggono il quartiere. Nel finale Eleanor riceve una misteriosa richiesta d'incontro. Eleanor si reca all'appuntamento e scopre che è stato Jianyu a scrivere le lettere; egli le rivela inoltre che anche lui non dovrebbe trovarsi nel "posto buono" e che è stato oggetto di uno scambio di identità come lei. Nei flashback il fidanzato di Eleanor, Andy, cerca di comportarsi bene, ma Eleanor arriva alla conclusione che è inutile comportarsi bene in un mondo pieno di cattiveria. 
- Ascolti USA: telespettatori 5.250.000[5]

## Jason Mendoza
- Titolo originale: Jason Mendoza
- Diretto da: Payman Benz
- Scritto da: Matt Murray

### Trama
Eleanor scopre che Jainyu è in realtà Jason Mendoza, un Dj fallito e spacciatore di Jacksonville finito anche lui per sbaglio nel posto buono.
Con il tempo Eleanor si accorge che Jason, che vorrebbe smettere di fingere un comportamento che non gli appartiene, rischia di far scoprire le loro vere identità, così coinvolge la sua anima gemella nel rieducare Jason. Nel frattempo Michael organizza una cena nella quale vengono serviti i piatti preferiti di ognuno. Tutti parlano a turno e quando è il momento di Jainyu, Eleanor, per paura che riveli le loro vere identità, distrugge la torta preparata per l'evento come diversivo. 
L'azione di Eleanor genera una enorme voragine infernale nella sala. 
- Ascolti USA: telespettatori 4.45 milioni[6]

## Chi chiude la voragine?
- Titolo originale: Category 55 Emergency Doomsday Crisis
- Diretto da: Morgan Sackett
- Scritto da: Joe Mande

### Trama
Eleanor è contenta rendendosi conto di stare cambiando, ma Chidi non è soddisfatto di aver passato tutto il suo tempo insegnandole l'etica. Michael protegge il quartiere dalla voragine mettendo in quarantena tutti i residenti e nascondendo loro la cosa. Insiste che Eleanor e Chidi ospitino una coppia che vive vicino alla voragine; la coppia osservatrice conclude che Chidi sta nascondendo qualcosa. Chidi ammette di non aver mai avuto una vera relazione con una donna prima d'ora; Eleanor è delusa di non essere lei la sua anima gemella e decide di essere un'amica migliore organizzando le attività di svago che le ha descritto. Nel frattempo, Tahani legge i documenti privati di Michael e scopre di avere il secondo punteggio più basso del quartiere. Cerca di sollevarlo aiutando Michael, ma lui le dice che i punteggi non cambiano dopo la morte e che dovrebbe essere soddisfatta di essere una delle migliori persone che siano mai vissute. La voragine si chiude dopo un gesto gentile di Eleanor, e Michael la informa che lei deve aiutarlo a scoprirne la causa. I flashback di Tahani mostrano che ha vissuto tutta la sua vita all'ombra di sua sorella, Kamilah, decidendo finalmente di vivere in modo indipendente dopo la morte dei loro genitori.
- Ascolti USA: telespettatori 4.97 milioni[7]

## Doveri reciproci
- Titolo originale: What We Owe To Each Other
- Diretto da: Tucker Gates
- Scritto da: Dylan Morgan & Josh Siega

### Trama
Eleanor distoglie Michael dalla sua indagine per evitare di essere scoperta. Michael rivela che gli architetti di solito non vivono nei distretti che progettano; l'idea è sua, e verrà punito se fallisce. Nel frattempo, Tahani cerca di legare con Jianyu, costringendo Chidi a fare di tutto per proteggere il segreto di Jason. Chidi e Tahani finiscono per fare amicizia, ma Tahani accetta Jianyu come sua anima gemella dopo aver ricevuto da lui un regalo preparato da Chidi. Michael giunge alla conclusione che è egli stesso la causa di tutti i problemi e annuncia la sua partenza imminente. Nel passato, Eleanor lascia incustodita la casa di un'amica per assistere a un concerto di Rihanna, causando un danno permanente alla salute del cane dell'amica.
- Ascolti USA: telespettatori 4.23 milioni[8]

## Il grido eterno
- Titolo originale: The Eternal Shriek
- Diretto da: Trent O'Donnell
- Scritto da: Megan Amram

### Trama
Michael annuncia che il suo "pensionamento" consiste in un'eterna tortura. Invece di dire la verità, Eleanor decide di "uccidere" Janet dato che è l'unica a poter mettere in atto il pensionamento di Michael. Eleanor e Chidi litigano su chi debba azionare il kill switch di Janet; alla fine è Chidi a premere il pulsante per impedire a Jason di farlo. Chidi accetta di mantenere il segreto, nonostante questo lo faccia stare malissimo. Intanto, Tahani organizza una sobria festa di pensionamento per Michael, che però la incolpa di averlo distratto da Janet. Michael in seguito si scusa. Essendo stata "riavviata", Janet perde tutti i suoi ricordi e le sue capacità diminuiscono. Michael annuncia che rimarrà nel distretto per indagare sull'omicidio di Janet. Eleanor ammette davanti a tutti di essere il problema, e di essere finita nella parte buona per errore. In un flashback, Chidi mente a un collega dicendo che gli piacciono i suoi orrendi stivali; la cosa lo ossessiona per tre anni, finché finalmente non confessa la verità dopo che il suo collega sopravvive a un'operazione chirurgica.
- Ascolti USA: telespettatori 3.79 milioni[9]

## La vera Eleanor
- Titolo originale: Most Improved Player
- Diretto da: Tristram Shapeero
- Scritto da: Dan Schofield

### Trama
Michael interroga Eleanor, Chidi, Tahani e Jason sul comportamento di Eleanor e sulla morte di Janet. Dopo aver finalmente ottenuto il file di Eleonor da Janet (che sta ancora ri-apprendendo informazioni e fino a quel momento aveva solo fatto apparire dei cactus), Micheal scopre che un'azione di Eleanor aveva causato il fallimento di una lavanderia e l'umiliazione pubblica di una sua amica tramite delle magliette offensive, e decide di chiamare la parte cattiva affinché la portino via. Dalla parte cattiva arriva in treno un crudele e losco delegato, Trevor. Quando Chidi confessa di aver ucciso Janet e di aver aiutato Eleanor a diventare una persona migliore, tutti corrono alla stazione per fermare Trevor, che accetta di discutere la questione a condizione di poter tenere l'altra Eleanor Shellstrop, che avrebbe dovuto essere messa nella parte buona.
- Ascolti USA: telespettatori 3.89 milioni[10]

## Qualcuno come me nel club
- Titolo originale: ...Someone Like Me as a Member
- Diretto da: Dean Holland
- Scritto da: Jen Statsky

### Trama
Mentre iniziano le trattative per decidere sul destino delle due Eleanor, Michael usa casa di Tahani come luogo di incontro, ma i demoni della parte cattiva ne approfittano per mettergli i piedi in testa. Nel frattempo, Chidi e la vera Eleanor cominciano a legare durante una cena con Eleanor e Trevor. Durante la principale seduta di negoziati, Michael affronta Trevor e i suoi demoni, dichiarando guerra alla parte cattiva e giurando di proteggere Eleanor. Trevor minaccia di coinvolgere Shawn, un "Giudice Eterno", ma Michael li caccia comunque dalla parte buona. Jason trova Tahani nella sua "sala di meditazione", che pretende di conoscere la sua vera identità. In un flashback, Eleanor rifiuta di far parte di qualsiasi gruppo.
- Ascolti USA: telespettatori 3.68 milioni[11]

## La scelta di Chidi
- Titolo originale: Chidi's Choice
- Diretto da: Linda Mendoza
- Scritto da: Demi Adejuyigbe

### Trama
Preparando insieme alla Vera Eleanor la sua difesa, Eleanor capisce di essere innamorata di Chidi. Tahani affronta Jason, che le rivela di essere stato aiutato da Chidi nel farle gesti gentili. Chidi va nel panico quando sia Eleanor che Tahani si dichiarano a lui, e Michael lo incoraggia a prendere una decisione. Eleanor convince Tahani a preservare la loro amicizia, e trascorrono la giornata insieme. Jason decide di sposare Janet dopo la gentilezza da lei dimostratagli. Eleanor e Tahani partecipano al matrimonio; quando Chidi si presenta, Eleanor gli dice che quello che prova per lui è gratitudine in quanto amico e insegnante, mentre Tahani ammette di aver solo cercato un appoggio, e aggiunge di aver trovato un modo per far rimanere Eleanor. In un flashback, l'incapacità di Chidi di prendere decisioni lo porta indirettamente alla morte quando un condizionatore gli cade in testa.
- Ascolti USA: telespettatori 3.59 milioni[11]

## Qual è la mia motivazione?
- Titolo originale: What's my motivation
- Diretto da: Lynn Shelton
- Scritto da: Andrew Law

### Trama
Tahani suggerisce di permettere a Eleanor di accumulare punti nella parte buona: deve superare 1.200.000 partendo da -4.000. Eleanor inizia a compiere buone azioni e ricrea la festa di benvenuto di Tahani, dove fa colpo sui vicini col suo umorismo. Tuttavia, il suo punteggio aumenta solo quando consiglia a Chidi di ricambiare la dichiarazione d'amore della Vera Eleanor. Eleanor si rende conto che le sue azioni non faranno aumentare il suo punteggio, essendo motivate solo dall'istinto di conservazione, e decide segretamente di lasciare la parte buona per diventare una brava persona e raggiungere il punteggio necessario. Michael scopre sia la vera identità di Jason sia il suo matrimonio con Janet, e decide di riavviarla. Quando Shawn arriva in treno, Janet, Jason ed Eleanor lo rubano per raggiungere una "parte di mezzo". In un flashback, Jason muore soffocato dentro una cassaforte durante una tentata rapina con il suo amico Pillboi.
- Ascolti USA: telespettatori 3.64 milioni[12]

## Mindy St. Claire
- Titolo originale: Mindy St. Claire
- Diretto da: Dean Holland
- Scritto da: Megan Amram & Jen Statsky

### Trama
Eleanor, Jason e Janet arrivano alla "parte di mezzo", dove vive Mindy St. Claire, un avvocato che ha condotto una vita generalmente egoista, ma le cui azioni immediatamente precedenti la sua morte hanno portato alla creazione di un importante fondo mondiale di beneficenza. Intanto, Shawn porta avanti il suo processo contro Eleanor e Jason, mentre Chidi, Tahani, Michael e la Vera Eleanor cercano di intervenire in favore di Eleanor. Alla fine, Shawn decreta che, se Eleanor e Jason non ritornano, Chidi e Tahani verranno mandati nella parte cattiva al loro posto. Eleanor riesce a convincere Jason e Janet a tornare indietro per salvarli. I flashback mostrano il giorno della morte di Eleanor, il giorno in cui si è emancipata dai suoi genitori, e altri momenti della sua vita.
- Ascolti USA: telespettatori 3.93 milioni[13]

## L'azzardo di Michael
- Titolo originale: Michael's Gambit
- Diretto da: Michael Shur
- Scritto da: Michael Shur

### Trama
Eleanor e Jason riescono a tornare indietro, ma non entro il termine prestabilito da Shawn, che decide di dare ai quattro la possibilità di scegliere, tra loro, i due da mandare nella parte cattiva. Dopo molte discussioni su chi debba andare e chi debba restare, la Vera Eleonor decide di prendere uno dei due posti. La discussione si fa sempre più accesa, finché Eleanor non ha un'illuminazione: loro quattro si sono torturati a vicenda non per caso, ma secondo un disegno preciso, e questo significa che sono sempre stati nella parte cattiva, non in quella buona come credevano. Michael rivela tutta la verità: "la parte buona" è in realtà un nuovo ed elaborato distretto della parte cattiva dove Eleanor, Chidi, Tahani e Jason (gli unici umani) dovevano farsi impazzire a vicenda, e Janet è una vera Janet della parte buona che Michael ha rubato perché lavorasse nella finta parte buona. I flashback mostrano Michael al suo vecchio lavoro di architetto prima che creasse la sua falsa "parte buona", nonché il momento in cui presenta l'idea a Shawn. Rivelato il suo progetto, Michael chiede a Shawn di poter ricominciare da capo cancellando i ricordi di tutti e modificando alcuni parametri. In un ultimo disperato tentativo, Eleanor strappa una pagina dal libro di Chidi, scrive un messaggio a se stessa e lo nasconde nella bocca di Janet. Dopo il reset, Janet dà a Eleanor il biglietto, su cui è scritto "Eleanor - trova Chidi".
- Ascolti USA: telespettatori 3.93 milioni[13]